# Kim Small (natation)
Pour les articles homonymes, voir Kim Small et Small.
Kim Small est une nageuse américaine.

## Carrière
Kim Small étudie à l'Université de Miami et est licenciée au club du MCC Marauders de Rochester.
Elle remporte deux médailles d'argent aux Championnats pan-pacifiques 1991 d'Edmonton, l'une en 400 mètres nage libre et l'autre en 800 mètres nage libre.